# كأس سلوفاكيا 2008–09
كأس سلوفاكيا 2008–09 (بالسلوفاكية: Slovenský pohár vo futbale 2008/2009)‏ هو موسم من كأس سلوفاكيا. كان عدد الأندية المشاركة فيه 48، وفاز فيه نادي كوشيتسه.